# Estonsko na Letních olympijských hrách 2004
Estonsko se účastnilo Letní olympiády 2004. Zastupovalo ho 42 sportovců v 10 sportech.

## Medailisté
| Medaile | Jméno              | Sport     | Soutěž                |
| ------- | ------------------ | --------- | --------------------- |
| Stříbro | Jüri Jaanson       | Veslování | muži skif             |
| Bronz   | Aleksander Tammert | Atletika  | Muži hod diskem       |
| Bronz   | Indrek Pertelson   | Judo      | muži těžká nad 100 kg |